# Bruno Alves
Bruno Eduardo Regufe Alves (phát âm tiếng Bồ Đào Nha: [ˈbɾunu ˈaɫvɨʃ]; sinh ngày 27 tháng 11 năm 1981) là một cựu cầu thủ bóng đá người Bồ Đào Nha chơi ở ở vị trí trung vệ.
Bruno bắt đầu và dành phần lớn sự nghiệp thi đấu chuyên nghiệp của mình tại Porto, nơi anh đã giành được tổng cộng 9 danh hiệu và ra sân 171 trận đấu chính thức. Anh cũng đã giành được danh hiệu ở Nga trong màu áo Zenit Saint Petersburg, và ở Thổ Nhĩ Kỳ cùng Fenerbahçe.
Là tuyển thủ quốc gia từ năm 2007, Alves đã đại diện cho Bồ Đào Nha thi đấu ở 3 kỳ World Cup, 3 kỳ Euro và 1 kỳ Cúp Liên đoàn các châu lục, vô địch Euro 2016, có 96 lần ra sân và ghi được 11 bàn thắng cho đội tuyển.

## Sự nghiệp

### Câu lạc bộ

#### F.C. Porto
Bruno Alves là người gốc Brasil, vì cha anh là người Brasil và mẹ là người Bồ Đào Nha. Sinh ra ở Porto, anh đã được cho nhiều câu lạc bộ khác nhau mượn trong những năm đầu sự nghiệp và chỉ được F.C. Porto đưa về vào năm 2005. Anh được biết đến là một trung vệ cao và khả năng không chiến tốt. Bộ đội trung vệ Alves và Pepe đã tạo thành bức tường phòng ngự vững chắc giúp câu lạc bộ Porto giành 3 chức vô địch Bồ Đào Nha liên tiếp (2005/06, 2006/07, 2007/08).
Ngày 10 tháng 5 năm 2009, anh đánh đầu ghi bàn duy nhất trong trận gặp C.D. Nacional trên sân nhà giúp đội bóng có danh hiệu vô địch quốc gia lần thứ 4 liên tiếp, bản thân anh cũng được bình chọn là cầu thủ xuất sắc nhất mùa giải.

### Đội tuyển quốc gia
Sau năm 2010, Bruno Alves dần trở thành trụ cột trên đội tuyển quốc gia. Tại Euro 2012, anh đá cặp trung vệ cùng Pepe góp công giúp đội tuyển vào bán kết giải đấu. Tại loạt luân lưu trận bán kết với Tây Ban Nha, Alves đã nhầm lượt đá và sau đó thực hiện hỏng dẫn khiến Bồ Đào Nha thua 2–4 trên chấm 11 mét và bỏ lỡ cơ hội vào chung kết.
Alves cùng đội tuyển Bồ Đào Nha tham dự World Cup 2014 ở Brasil, anh đá chính cả 3 trận vòng bảng gặp Đức, Hoa Kỳ và Ghana.
Năm 2016, anh được gọi lại vào đội tuyển Bồ Đào Nha tham dự Euro. Mặc dù vị trí đá chính của anh đã bị José Fonte chiếm mất, nhưng trong trận bán kết với đội tuyển xứ Wales, Alves đá chính thay cho Pepe bị treo giò giúp Bồ Đào Nha đánh bại đối thủ với tỷ số 2–0 và sau đó cùng đội lần đầu tiên giành được chức vô địch châu Âu.
Năm 2017, Bruno Alves cùng đội tuyển Bồ Đào Nha tham dự Cúp Liên đoàn các châu lục 2017 được tổ chức tại Nga. Anh thi đấu ổn định tại giải đấu này và giúp đội tuyển giành hạng ba chung cuộc. Năm sau, anh được chọn tham dự World Cup 2018 cũng được tổ chức tại Nga.

## Số liệu thống kê

### Câu lạc bộ
Tính đến 13 tháng 10 năm 2017.
| Câu lạc bộ               | Mùa giải            | Giải đấu               | Giải đấu | Giải đấu | Cúp quốc gia | Cúp quốc gia | Cúp liên đoàn | Cúp liên đoàn | Châu Âu | Châu Âu | Khác | Khác | Tổng cộng | Tổng cộng |
| Câu lạc bộ               | Mùa giải            | Hạng                   | Trận     | Bàn      | Trận         | Bàn          | Trận          | Bàn           | Trận    | Bàn     | Trận | Bàn  | Trận      | Bàn       |
| ------------------------ | ------------------- | ---------------------- | -------- | -------- | ------------ | ------------ | ------------- | ------------- | ------- | ------- | ---- | ---- | --------- | --------- |
| Farense (mượn)           | 2001–02             | Primeira Liga          | 15       | 0        | 0            | 0            | —             | —             | —       | —       | —    | —    | 15        | 0         |
| Farense (mượn)           | 2002–03             | Segunda Liga           | 31       | 3        | 2            | 0            | —             | —             | —       | —       | —    | —    | 33        | 3         |
| Farense (mượn)           | Tổng cộng           | Tổng cộng              | 46       | 3        | 2            | 0            | —             | —             | —       | —       | —    | —    | 48        | 3         |
| Vitória Guimarães (mượn) | 2003–04             | Primeira Liga          | 26       | 1        | 1            | 0            | —             | —             | —       | —       | —    | —    | 27        | 1         |
| AEK Athens (mượn)        | 2004–05             | Superleague Greece     | 27       | 0        |              |              | —             | —             | —       | —       | —    | —    | 27        | 0         |
| Porto                    | 2005–06             | Primeira Liga          | 7        | 0        | 1            | 0            | —             | —             | 3       | 0       | —    | —    | 11        | 0         |
| Porto                    | 2006–07             | Primeira Liga          | 28       | 2        | 0            | 0            | —             | —             | 8       | 0       | 0    | 0    | 36        | 2         |
| Porto                    | 2007–08             | Primeira Liga          | 27       | 2        | 2            | 0            | 0             | 0             | 8       | 0       | 1    | 0    | 38        | 2         |
| Porto                    | 2008–09             | Primeira Liga          | 30       | 5        | 4            | 0            | 1             | 0             | 10      | 1       | 1    | 0    | 46        | 6         |
| Porto                    | 2009–10             | Primeira Liga          | 27       | 5        | 2            | 0            | 2             | 0             | 8       | 1       | 1    | 1    | 40        | 7         |
| Porto                    | Tổng cộng           | Tổng cộng              | 119      | 14       | 9            | 0            | 3             | 0             | 37      | 2       | 3    | 1    | 171       | 17        |
| Zenit                    | 2010                | Russian Premier League | 14       | 0        | 2            | 0            | —             | —             | 9       | 0       | —    | —    | 25        | 0         |
| Zenit                    | 2011–12             | Russian Premier League | 36       | 0        | 3            | 0            | —             | —             | 5       | 0       | 1    | 0    | 45        | 0         |
| Zenit                    | 2012–13             | Russian Premier League | 21       | 1        | 2            | 1            | —             | —             | 6       | 0       | 1    | 0    | 30        | 2         |
| Zenit                    | Tổng cộng           | Tổng cộng              | 72       | 1        | 7            | 1            | —             | —             | 20      | 0       | 2    | 1    | 100       | 3         |
| Fenerbahçe               | 2013–14             | Süper Lig              | 25       | 2        | 0            | 0            | —             | —             | 4       | 0       | 1    | 0    | 30        | 2         |
| Fenerbahçe               | 2014–15             | Süper Lig              | 24       | 0        | 5            | 1            | —             | —             | —       | —       | 1    | 0    | 30        | 1         |
| Fenerbahçe               | 2015–16             | Süper Lig              | 26       | 1        | 3            | 0            | —             | —             | 12      | 0       | 0    | 0    | 41        | 1         |
| Fenerbahçe               | Tổng cộng           | Tổng cộng              | 75       | 3        | 8            | 1            | —             | —             | 16      | 0       | 2    | 0    | 101       | 4         |
| Cagliari                 | 2016–17             | Serie A                | 36       | 1        | 1            | 0            | —             | —             | —       | —       | —    | —    | 37        | 1         |
| Rangers                  | 2017–18             | Scottish Premiership   | 7        | 0        | 0            | 0            | 2             | 1             | 0       | 0       | —    | —    | 9         | 1         |
| Tổng cộng sự nghiệp      | Tổng cộng sự nghiệp | Tổng cộng sự nghiệp    | 465      | 31       | 28           | 2            | 5             | 1             | 73      | 3       | 7    | 1    | 578       | 38        |

### Bàn thắng cho đội tuyển quốc gia
| #  | Thời gian            | Địa điểm                                              | Đối thủ              | Bàn thắng | Kết quả | Giải đấu                 |
| -- | -------------------- | ----------------------------------------------------- | -------------------- | --------- | ------- | ------------------------ |
| 1  | 13 tháng 10 năm 2007 | Sân vận động Shafa, Baku, Azerbaijan                  | Azerbaijan           | 0–1       | 0–2     | Vòng loại Euro 2008      |
| 2  | 20 tháng 8 năm 2008  | Sân vận động Municipal de Aveiro, Aveiro, Bồ Đào Nha, | Quần đảo Faroe       | 4–0       | 5–0     | Giao hữu                 |
| 3  | 31 tháng 3 năm 2009  | Stade Olympique de la Pontaise, Lausanne, Thụy Sĩ     | Nam Phi              | 1–0       | 2–0     | Giao hữu                 |
| 4  | 6 tháng 6 năm 2009   | Sân vận động Qemal Stafa, Tirana, Albania             | Albania              | 1–2       | 1–2     | Vòng loại World Cup 2010 |
| 5  | 14 tháng 11 năm 2009 | Sân vận động Ánh sáng (Lisbon), Lisboa, Bồ Đào Nha    | Bosna và Hercegovina | 1–0       | 1–0     | Vòng loại World Cup 2014 |
| 6  | 11 tháng 9 năm 2012  | Sân vận động Municipal de Braga, Braga, Bồ Đào Nha    | Azerbaijan           | 3–0       | 3–0     | Vòng loại World Cup 2014 |
| 7  | 22 tháng 3 năm 2013  | Sân vận động Ramat Gan, Ramat Gan, Israel             | Israel               | 0–1       | 3–3     | Vòng loại World Cup 2014 |
| 8  | 26 tháng 3 năm 2013  | Sân vận động Tofiq Bahramov, Baku, Azerbaijan         | Azerbaijan           | 0–1       | 0–2     | Vòng loại World Cup 2014 |
| 9  | 6 tháng 9 năm 2013   | Windsor Park, Belfast, Bắc Ireland                    | Bắc Ireland          | 0–1       | 2–4     | Vòng loại World Cup 2014 |
| 10 | 6 tháng 6 năm 2014   | Sân vận động Gillette, Foxborough, Hoa Kỳ             | México               | 0–1       | 0–1     | Giao hữu                 |
| 11 | 13 tháng 11 năm 2016 | Sân vận động Algarve, São João da Venda, Bồ Đào Nha   | Latvia               | 4–1       | 4–1     | Vòng loại World Cup 2018 |